# 아이리스 성운
아이리스 성운(Iris Nebula)은 세페우스자리에 있는 반사 성운이다. 중심별은 미라형 변광성 세페우스자리 T로 겉보기 등급은 +3.27이며 근처에는 +3.23 등급의 변광성 알피르크(세페우스자리 베타)가 있다. 지구에서는 1,300 광년 떨어져 있으며 지름은 약 6 광년 정도이다. 아이리스 성운은 실제로 LBN 487 성운 내에 있는 성단으로, LBN 487 성운은 +7등급 항성 SAO 19158의 빛을 받아 빛나고 있다.